# Wigwam
Wigwam er betegnelsen for en kuppelformet hytte der brugtes af indianere i skovområderne i den nordøstlige del af Nordamerika.
En tilsvarende hytte brugtes også i andre dele af Nordamerika, med andre navne, f.eks wikiup eller hogan.
Især i populærliteraturen er wigwam blevet synonym med en indianerbolig.
(Steppeindianerenes tipi (indianer-telt) ses også fejlagtigt omtalt som wigwam)